# 聖里吉斯福爾斯 (紐約州)
聖里吉斯福爾斯（英語：St. Regis Falls）是位於美國紐約州富蘭克林縣的普查規定居民點。

## 人口
根據2020年美國人口普查的數據，聖里吉斯福爾斯的面積為3.35平方千米，皆為陸地。當地共有人口432人，而人口密度為每平方千米128.96人。